# Fontana degli Specchi (Nápoly)
A Fontana degli Specchi (magyarul A tükrök kútja) egy nápolyi díszkút. Kör alakú medencéjét, mely lávakőből készült tizenkét kagyló szobor díszíti.